# Гуаско (рід)
Гуаско (ді Гуаско, Гваско, італ. Guasco) — італійський аристократичний рід, імовірно з Генуї, які брали участь у генуезькій колонізації Криму в XIV—XV ст. Рід припинився після османського завоювання північного Криму 1475 року. Ді Гуаско були великими землевласниками «Великої комуни Генуї» (Судак (Солдайя) з вісімнадцятьма селищами і територією від Фороса до Алушти) в складі так званої генуезької Приморської Готії (лат. Gothia Maritima). Відомі завдяки архіву їх позову, що зберігся, з консулом Солдаї Христофоро ді Негро. Зберігся їхній замок Чобан-Куле (Тасілі). Основна гілка, маркізи Гуаско, проживає в П'ємонті, Алессандрія.

## Історія появи у Криму
У Середземному та Чорному морях постійно йшла боротьба Венеційської та Генуезької республік за контроль над торгівлею, за факторії та привілеї. У 1261 році нікейський імператор Михаїл Палеолог у пошуку союзників для боротьби з Латинською імперією, уклав з генуезьким капітано-дель-пополо Гульєльмо Бокканегра Німфейський договір, за яким генуезці отримали виняткові торгівельні привілеї у відновленій Михаїлом Візантійській імперії і, зокрема, в Чорному морі. При цьому в Чорному морі генуезці отримали фактично монопольне становище, оскільки за Німфейським договором венеційським кораблям було заборонено проходити через Босфор. У 1266 хан Оран-Тімур дозволив генуезцям заснувати колонію в Каффі на місці античної Феодосії. 1268 року папа Климент IV призначив у Каффу першого єпископа. У 1289 році в Каффу з Генуї був направлений консул, а через рік для Кафи було створено статут і вона стала міською комуною.
У червні 1365 року генуезці захопили Сугдею (Солдайю, нині Судак), витіснивши звідти венеційців, а в 1380 домоглися від хана Тохтамиша визнання всіх їх територіальних захоплень в Криму.
У кримські колонії з метрополії окрім купців поринули молодші діти аристократів, кондотьєри, авантюристи. Військовою силою вони захоплювали територіальні володіння в Криму, лише номінально підкоряючись Генуї або консулу Кафи. Наприклад, сім'я Гізольфі захопила ціле володіння Тамані. До таких же хижаків належав і перший з відомих нам Гуаско, Антоніо .
Він не належав до верхівки аристократії Генуї, оскільки всі головні сім'ї Генуї ретельно задокументовані ще в XII—XV століттях, як і їхня діяльність у Газарії (Криму). В Італії ж відомі, наприклад, Гуаско з Алессандрії, П'ємонт (поблизу Генуї).
Гуаско оволоділи селищем Скуті (Ускут, Привітне) ймовірно до 1431 (дата чергового підтвердження договору 1380 р.). хана з генуезцями). Вони користувалися в той час заступництвом консула Баттісто Джіустініані, хоча пізніше у них стався конфлікт.
Після захоплення Константинополя османами в травні 1453 року, 17 листопада 1453 року Генуезька республіка передала чорноморські колонії своєму Банку св. Георгія. Консул Каффи також підкорявся правлінню банку. Султан Магомед II закрив Боспор для генуезів у 1473 році, він готував захоплення їхніх колоній. Стосунки Каффи із банком св. Георгія йшли суходолом гінцями.

## Справа ді Гуаско
Подробиці про рід ді Гуаско здебільшого відомі зі справи, яка розбирає конфлікт останнього солдайського консула Христофоро ді Негро з ними та з консулом Каффи та скарги ді Негро до протекторів банку Сан-Джорджо. Ці документи мають виняткову цінність для медієвістики, насамперед, для характеристики соціальних відносин в епоху розвиненого середньовіччя в генуезьких колоніях Північного Причорномор'я.
Справа братів ді Гуаско включає 22 документи, створені в проміжку між 23 серпня 1474 і 10 січня 1475 року. Опубліковані в Генуї в 1879, в російському перекладі — С. Секиринський: Нариси історії Сурожа IX—XV століть. Сімферополь, 1955.
Старший ді Гуаско, Антоніо, спираючись на збройну силу, захопив владу над частиною капітанства Готії (від Алушти майже до Судака). Його діти, Андреотто, Деметріо і Теодоро ввели для жителів 4 види податків і почали лагодити власний суд і розправу, чим покусилися на повноваження і владу консула Солдайського, яким на той момент був Христофоро ді Негро, представник великого клану ді Негро. Він послав офіційних осіб (кавалерія Мікаеле ді Сазелі (поліцейського чиновника) із сімома стражниками) зрити самочинні символи влади — шибениці та ганебні стовпи, ті були зупинені Теодоро ді Гуаско з його людьми :
|  | Цього числа, на околицях селища Тасілі на горі, якою йде дорога до села Скуті, Теодоро ді Гуаско, якого супроводжувало приблизно сорок людей, які мали при собі зброю та палиці, перегородив шлях кавалерію пана консула та його курії, Мікаеле ді Сазелі, що прямував з сім'ю консульськими аргузіями...... в село Скуті для спалення та знищення за наказом пана консула шибениць та ганебних стовпів, споруджених...... братами ді Гуаско: Андреоло, Теодоро, Деметріо. Затриманий таким чином на дорозі Мікаеле, не допущений людьми Теодоро до подальшого слідування з аргузіями в Скуті для виконання наказу, оголосив тому Теодоро ім'ям консула, що на нього, Теодоро буде накладено штраф у тисячу сонмів... ... У відповідь на це Теодоро заявив кавалерію та аргузіям, що він не допустив би і самого консула Солдаї, якби пан консул завітав особисто сюди для спалення та знищення шибениць та ганебних стовпів. Далі він заявив, що він, Теодоро, і брати його не підсудні пану консулу Солдаї, а відповідають лише перед найсвітлішим паном консулом Кафи. |

(Кавалерій — начальник поліції. Аргузії — кінні стражники.)
Далі консул Христофоро ді Негро скаржиться в Каффу, консулу Каффи Антоніото ді Кабелла на самоврядність і зазіхання на свою владу. Але ді Кабела і засідання ради постає на бік ді Гуаско, причому в документах справи причиною цього згадуються численні хабарі для посадових осіб курії роздані Андреотто ді Гуаско та його прихильником Ніколо ді Турілья. Христофоро ді Негро намагається шукати справедливість у Генуї, у правління банку св. Георгія.
До перелічених звинувачень він додає підпал ді Гуаско власності «сеньйора Лусти», що може призвести до війни з сеньйорами Готії (тобто приватна війна ді Гуаско з феодалами Феодоро може спричинити конфлікт держав). Ді Негро обіцяє продовжити позов у Генуї, після свого повернення, але події прийняли драматичний оборот.

## Османське завоювання
У травні 1475 османський султан Мехмед Фатіх організував великий військовий похід на генуезькі володіння в Криму. 31 травня османські війська на чолі з капудан-пашою османського флоту Гедік Ахмед-пашою висадилися у Криму біля Каффи. Після взяття Каффи 300 видатних генуезців османи стратили. Консул Антоніото ді Кабелла був посланий на галери і помер восени 1475 року. Консул Христофоро ді Негро загинув під час штурму Солдаї.
Генуезькі колонії впали та були включені до складу Османської держави. Князівство Феодоро впало. У грудні 1475 року, після п'ятимісячної облоги османи взяли штурмом Мангуп — столицю князівства Феодоро. Володіння Гізольфі в Тамані протрималися довше за інших — до 1482 року. Кримський хан Нур-Девлет визнав себе васалом та данником османського султана.
Андреоло ді Гваско [Андреотто ді Гуаско], у момент появи під стінами Каффи флоту Гедик Ахмет-паші, утік спочатку до Грузії, а потім до Персії (відомо про його зустріч із венеційським послом І. Барбаро). З Персії Гваско мабуть вирушив до Польщі (1481 року, перебуваючи там при дворі короля, вів листування з ханом Менглі-Гіреєм).
Сліди інших ді Гуаско на цьому губляться. Вони могли загинути чи втекти до кримського хана. Податне генуезьке населення Скуті поступово асимілювалося, причому багато хто залишався християнами більше сотні років, вціліла знать повернулася в метрополію або перейшла на службу, частково в Кримське ханство, частково у Велике князівство Московське і у Велике князівство Литовське.

## Замок та підвладні поселення
- Замок Чобан-Куле (Пастуша вежа, тат., генуезька назва — Тасілі), центр володінь ді Гуаско. Руїни збереглися досі. Знаходиться поблизу села Морське. Зараз над вершиною гори на мисі Агіра височить круглий донжон, були розкопані стіни та будівлі селища[11][12]. Слідів штурму османами немає, зруйнований не був, ймовірно, використовувався ними далі як сторожовий пост.
- Поселення Скуті (Ускут, Привітне) існує понині;
- Поселення Тасілі (у районі Морського, деякі джерела переносять назву і на замок Чобан-Кулі)[13] ;
- Селення Карагай (предмет суперечки між ді Гуаско та ді Негро через податки).

## Галерея

Місця «Справи ді Гуаско»
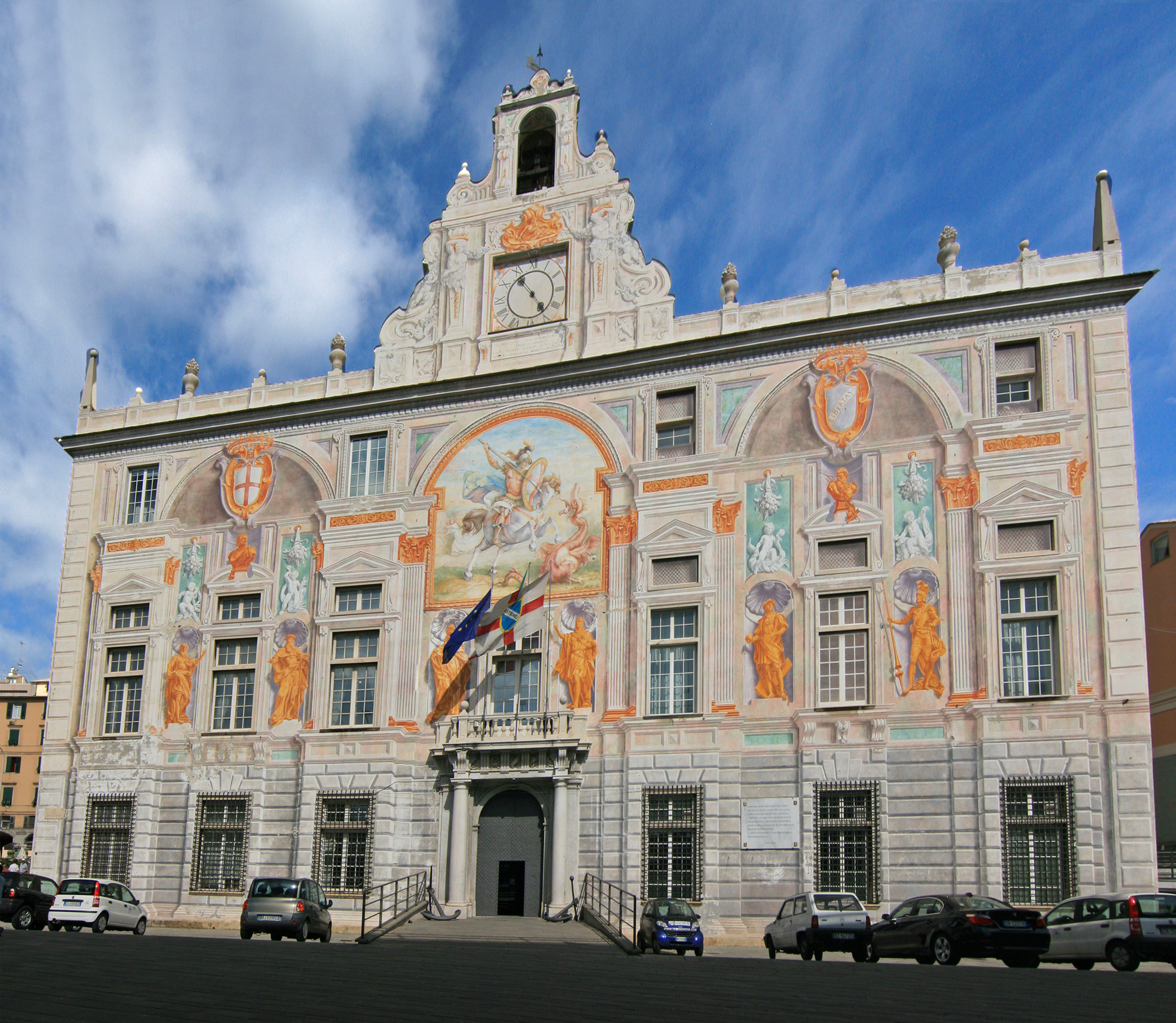
Палаццо Сан-Джорджо, Генуя
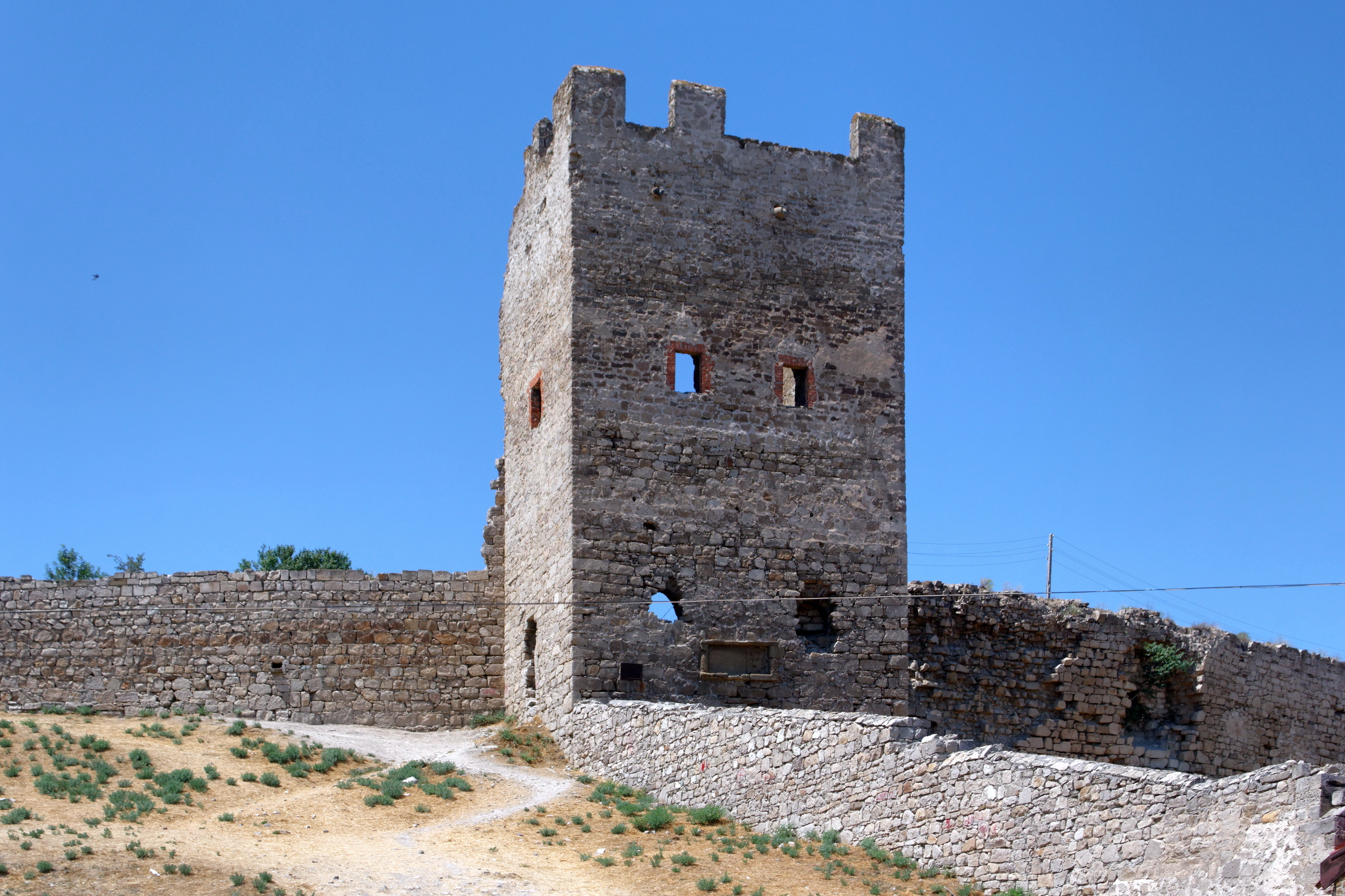
Фортеця Кафа, резиденція консула Антоніото ді Кабела
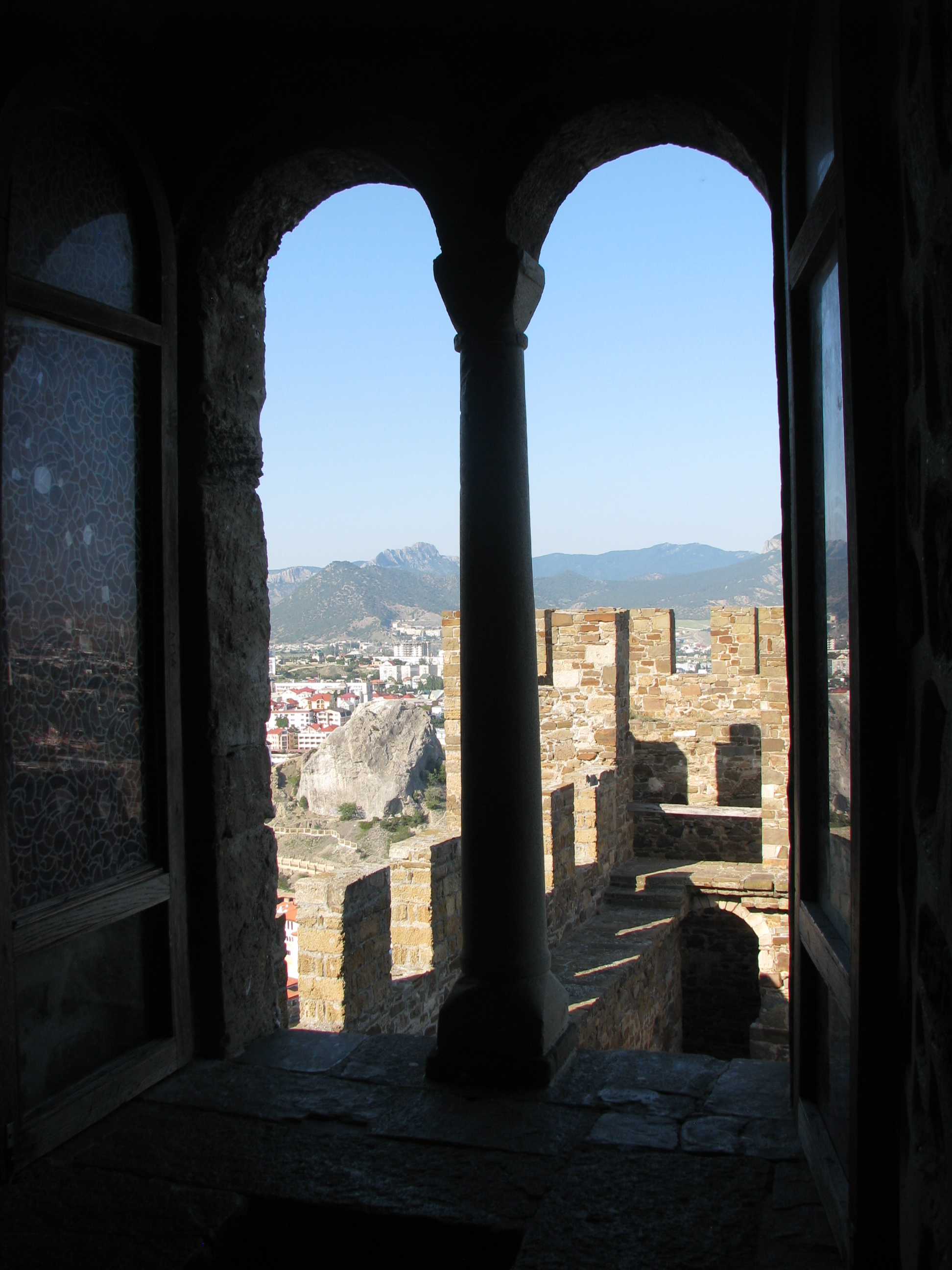
Вид із консульських покоїв Христофоро ді Негро, замок Св. Іллі, Генуезька фортеця, Судак
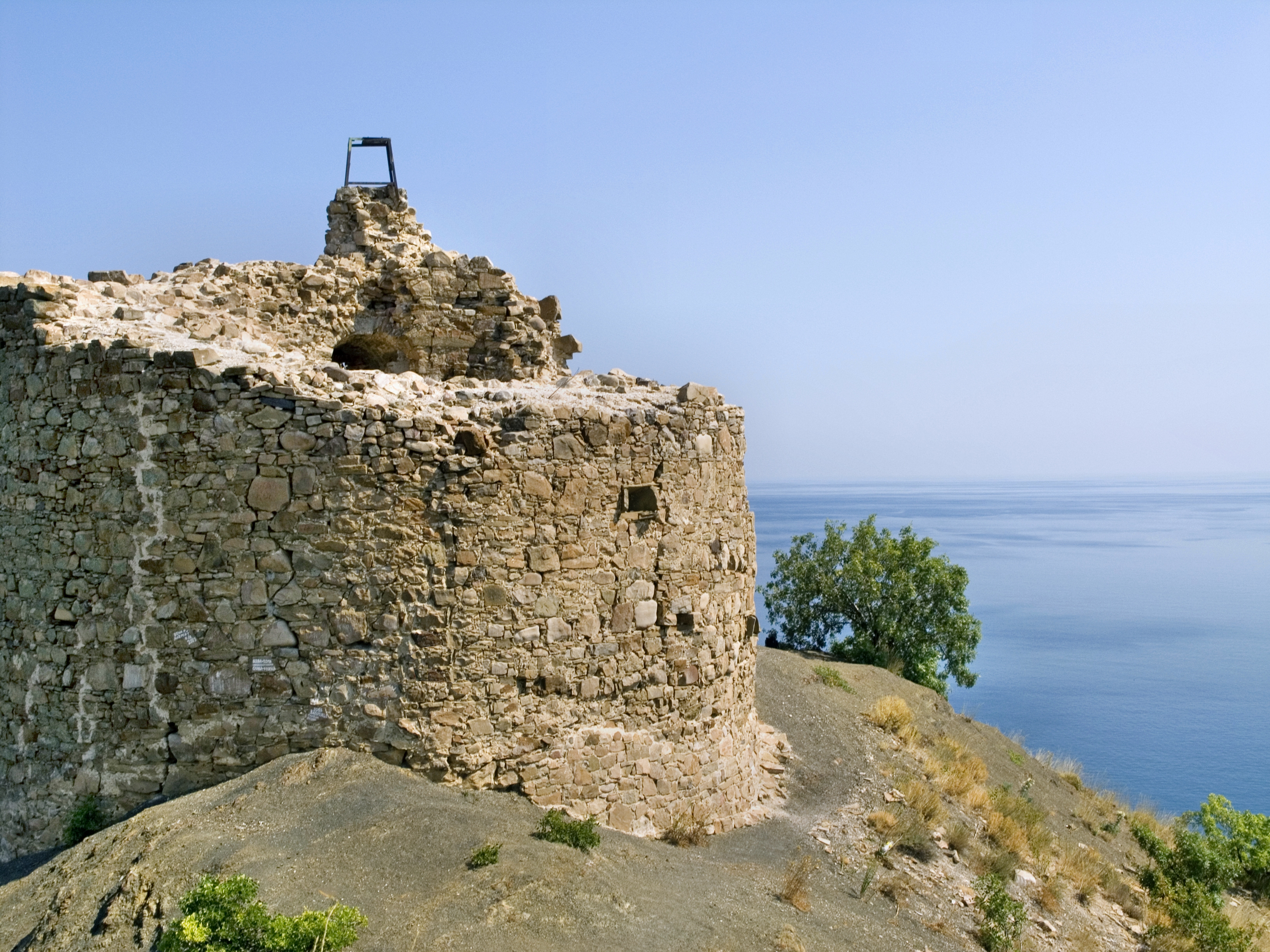
Донжон Чобан-Куле, замку ді Гуаско
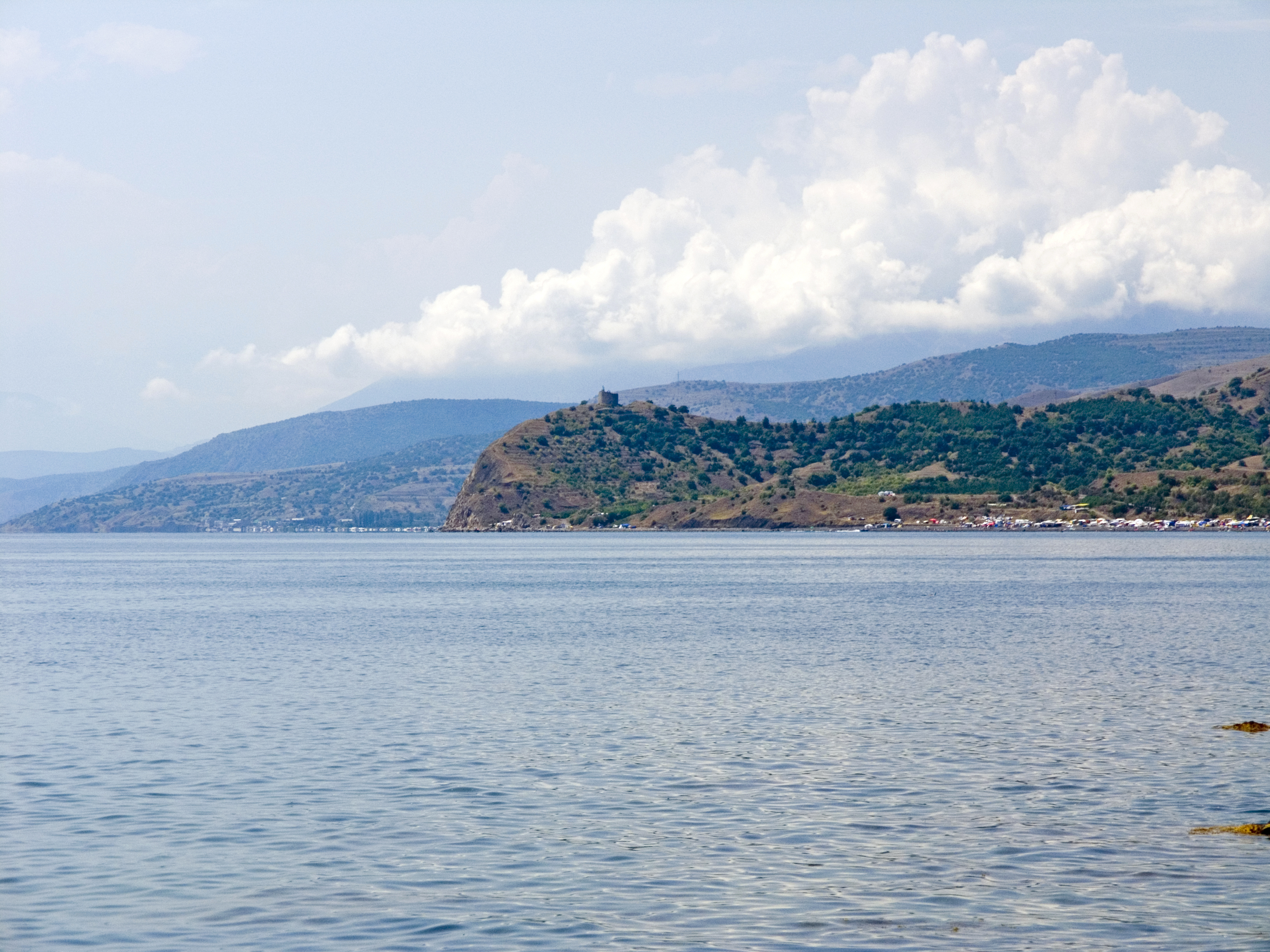
Мис Агіра, загальний вигляд укріплення Чобан-Куле
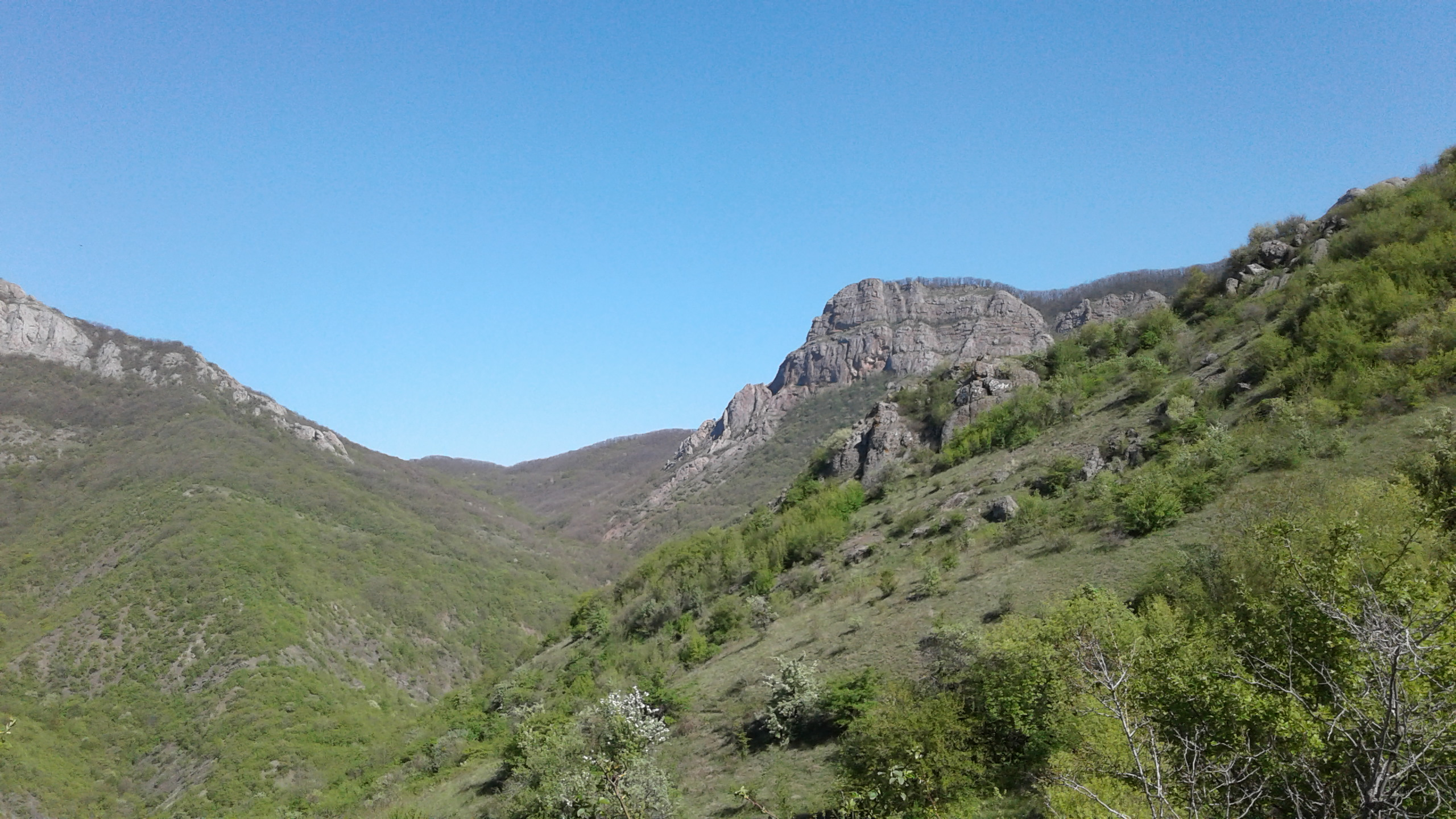
Перевал Кок-Асан-Богаз  (Алікот) - північний кордон володінь ді Гуаско

## Пам'ять
- Є дійовими особами у романах А. Крупнякова «Біля моря Руського», 1961; «Гусляри», 1976
- Є дійовими особами у романі У. Володимирова «Останній консул».

## Відомі представники роду ді Гуаско
гілка, відома в Газарії :
- Ді Гуаско, Антоніо (батько);
- Ді Гуаско, Андреотто;
- Ді Гуаско, Деметріо;
- Ді Гуаско, Теодоро.

гілка з Алессандрії :
- Гуаско, Франц (1712—1763) — граф, австрійський фельдцейхмейстер, учасник Семирічної війни;
- Гуаско-Галлараті ді Солеро, Людовіко (1723—1784);
- Гуаско Галлараті, Філіппо (XVIII ст.) театрал, меценат;
- Гуаско ді Бізіо та Франкавілла, Паоло (?-1800);
- Гуаско Галлараті ді Бізіо, Франческо (1847—1926).